# Бутурлін Матвій Васильович
Матвій Васильович Бутурлін (? — 1607) — стольник і воєвода, єдиний син воєводи Василя Андрійовича Бутурліна й онук окольничого Андрія Микитовича Бутурліна.

## Біографія
У 1581 році Матвій Бутурлін згадується в чині весілля царя Івана Васильовича Грозного з Марією Федорівною Нагою. У грудні 1589 — січні 1590 року брав участь у поході московської армії проти шведів на Нарву (посада осавула царського полку).
У 1598 році брав участь у Земському соборі, який ухвалив рішення про обрання на царський трон Бориса Федоровича Годунова. Підписався під виборчою соборною грамотою, а після собору був осавулом у царському поході на Серпухов для відбиття очікуваного набігу кримського хана.
У 1601 році Матвій Бутурлін служив воєводою у фортеці Валуйки, а в 1605 році — в Старому Осколі. У 1607 році був відправлений царським урядом проти самозванця Лжепетра, але в бою з ним був убитий.
Залишив після себе двох синів: Михайла та Василя.